# Locride
Locride ist ein Gebiet in Italien um die Stadt Locri in der Region Kalabrien. Der Begriff entspringt der antiken mittelgriechischen Region Lokris, da die Lokrer in Kalabrien die Stadt Locri als Kolonie Lokroi Epizephyrioi in Magna Graecia gründeten.
Das Gebiet unterteilt sich in fünf Untergebiete:
- Vallata dello Stilaro
- Vallata del Torbido
- Epizefiri
- Vallata del Bonamico
- Heracleum (Gebiet)